# Portada del colegio de los Jesuitas (Cuenca)

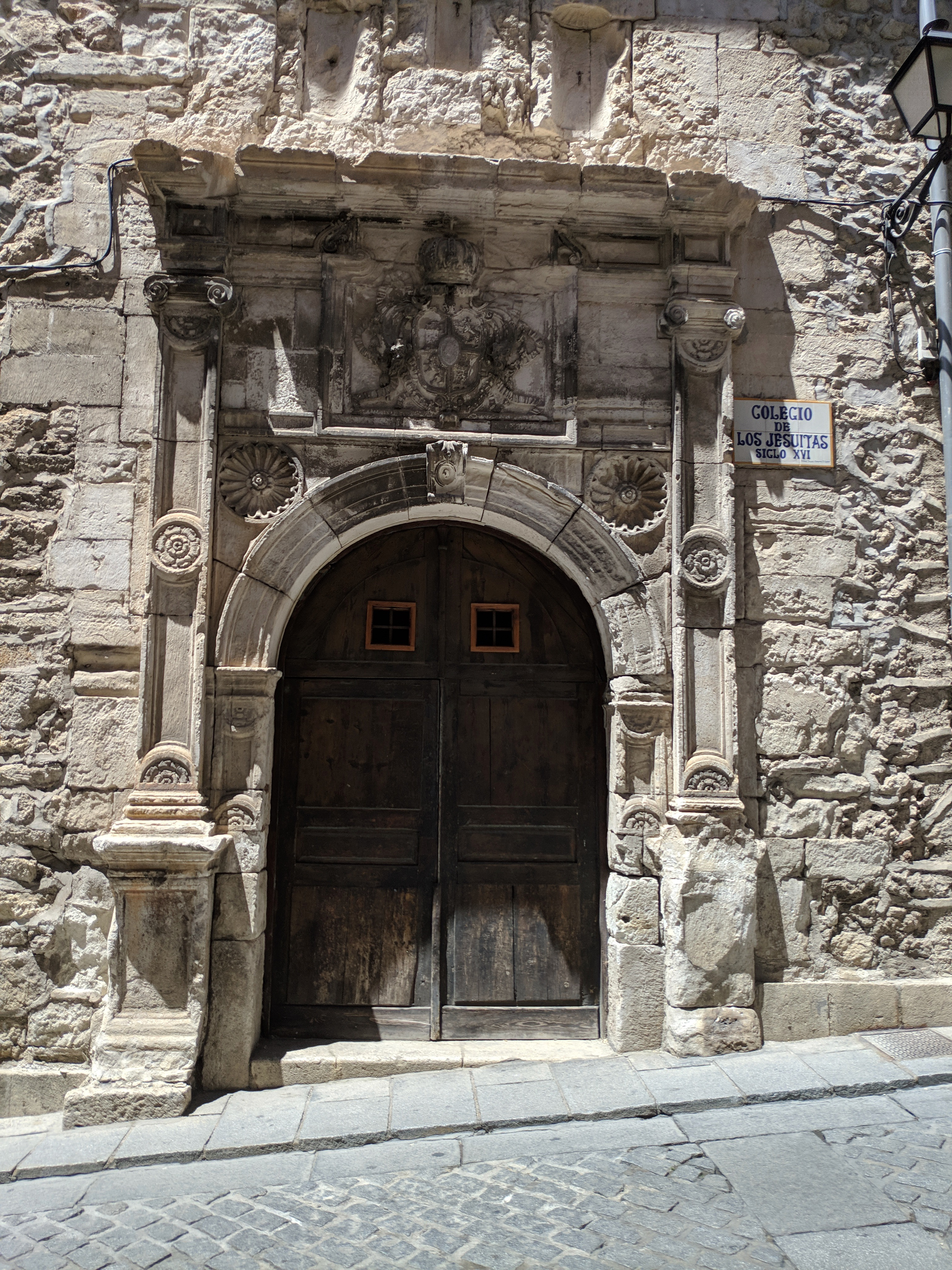
Portada del colegio de los Jesuitas (Cuenca)

La portada del colegio de los Jesuitas de Cuenca (España) da frente a la calle de San Pedro.  

## Historia
Los Jesuitas fundaron el colegio en Cuenca en 1554, en una casa que les había donado el canónigo don Pedro del Pozo, que estaba situada en la calle de San Pedro. Para adecuar esta casa a las necesidades de sus nuevos dueños, el maestro de cantería Juan de Palacios ejecutó una importante reforma, patrocinada por don Pedro de Marquina, que era capellán del rey y canónigo de la catedral conquense. A fines del siglo XVI, concretamente en 1591, el maestro de cantería Pedro de Mendizábal y el carpintero Juan López solaron el edificio. 
Esta portada es el último vestigio de lo que fuera el primer colegio de Jesuitas que hubo en Cuenca. 

## Descripción
La portada va sobrepuesta a otra de mayor antigüedad, como demuestra la huella de las veneras que asoman por encima de la cornisa saliente de esta última. 
En ella, se muestra el arco de medio punto, entre una decoración plástica y lineal de claro signo renacentista, encuadrándose entre pilastras jónicas, que se levantan sobre altísimos basamentos y sobrepasan con creces la clave del arco. 
Forman así un espacio de respetables proporciones entre éste y el cornisamento; de manera que, en época barroca, pudo encajarse un amplio escudo perteneciente a la orden de los Jesuitas. 